# Albert Vermeersch
Albert Vermeersch, beter bekend onder zijn artiestennaam Alberto Vermicelli (Italiaans klinkende versie van zijn eigen naam), is een personage uit Samson en Gert. Hij wordt gespeeld door Koen Crucke. Alberto komt vanaf halverwege het eerste seizoen van de serie voor. Crucke hernam zijn rol van Albert Vermeersch in het eerste seizoen van Samson en Marie, de opvolger van Samson en Gert.

## Beschrijving
Albert Vermeersch is kapper, maar krijgt maar weinig klanten over de vloer omdat veel klanten naar de meer bekende kapper in de stad gaan. Albert woont nog altijd bij zijn moeder (een onzichtbaar personage) die hij "mijn mamaa" noemt. Hij klaagt regelmatig dat hij haar gezeur beu is. Albert heeft ook nog een nonkel Robert.
Vermeersch is operazanger bij het opera-gezelschap van het dorp. Daarom wil hij liever "Alberto Vermicelli" genoemd worden, wat "Italiaanser klinkt". Toch verbastert Samson zijn naam voortdurend tot "Meneer Spaghetti" en spreken Alberts moeder en ook Gert hem tot zijn grote ergernis stug aan als "Albert" (op de Franse manier). Wanneer Gert dit doet, roept Alberto altijd luid: "Ten eerste is het Albertooo! En ten tweede ...".
Zijn gulzigheid veroorzaakt regelmatig situaties waar zijn vrienden niet blij mee zijn. Zo kan hij bijvoorbeeld tientallen pakken koekjes of meerdere taarten binnen korte tijd opeten, ook al zijn die niet voor hem bedoeld. Bovendien is hij bereid alles te doen voor repen chocolade of taart. Tijdens de eerste seizoenen was Koen Crucke van nature nog erg dik, maar later is hij afgevallen. Het personage werd daarom via trucage wat dikker gemaakt. Hierna nam het gewicht bij Koen Crucke op matige wijze opnieuw toe, echter in 2016 vermagerde de acteur opnieuw meer dan 45 kg. In plaats van het personage opnieuw via trucage wat dikker te maken, is Alberto vanaf 2016 een mager personage. Dit zowel in de kerstshows als in de serie. In de kerstshow van 2016 werd hier een aanvaardbare uitleg aan gegeven voor de kijkers: Alberto is op vakantie op de Bahama's met zijn luchtmatras afgedreven en op een onbewoond eiland beland, waar hij als voedsel enkel één kokosnoot had. Bij de start van de kerstshow was hij net gered van dit eiland.
In de televisieserie gaf men een andere verklaring. Net voor de hoofdpersonages gingen kamperen is Alberto op reis geweest naar de jungle. Hier verbleef hij in een vijfsterrenresort aan de rand van deze jungle. Op de eerste avond liep hij echter verloren op weg naar het buffet en heeft hij weken rondgezworven in de jungle zonder voedsel. Maar ook in deze nieuwe serie blijft Alberto erg gulzig, hij praat dit dan goed door te zeggen dat hij van z'n bezoek aan de jungle erg veel honger heeft gekregen.

## Gedeeltelijk einde
Op 6 juni 2006 maakte Koen Crucke bekend zijn medewerking te willen stoppen in de theatershows rond Samson en Gert. Deze beslissing werd ingegeven door tijdgebrek en door een groot aanbod aan andere activiteiten. Aan andere activiteiten rond Samson en Gert werkte hij wel nog aan mee, zoals de film Hotel op stelten. Sinds 2009 speelt Koen Crucke opnieuw de rol van Alberto in de kerstshows. Hij werkte eveneens mee aan de nieuwe afleveringen die daarna werden opgenomen. Nadat Gert Verhulst in april 2019 aankondigde dat hij ging stoppen als (fictieve) eigenaar van Samson, speelde Crucke in de afscheidsshow voor de laatste keer Alberto.

## Trivia
- Van 1990 tot en met 1995 droeg Alberto in de serie, onder zijn typerende roze kappersjas, een hemd met stropdas. Hierna kwam het personage in de series in beeld met een hemd met open kraag. Voor de afleveringen van eind 2000 tot en met 2005 kreeg Alberto opnieuw een stropdas, dan telkens een rode stropdas.
- In meerdere afleveringen, waaronder Alberto's dierenhotel (1995) en De koe (1994), wordt duidelijk dat Alberto van dieren houdt. Vroeger had hij tevens een kat, Figaro. In de aflevering De fotowedstrijd (1991) bracht hij hem mee naar het huis van Samson en Gert om een foto van hem met Samson te laten maken. In de aflevering De muizenvallen (1999) werd bekend dat Figaro inmiddels was weggelopen.
- In bepaalde afleveringen, waaronder De grootste taart ter wereld (1997) komt tot uiting dat Alberto een spinnenfobie heeft.
- Alberto was ooit verliefd. In de aflevering Nieuwe Postbodes uit 1993 opent Octaaf een liefdesbrief van Alberto gericht aan Claudine, die ook in het dorp woont. In de aflevering Miss Lenigem uit 1997 schreef hij een brief naar Miss Lanigem met het doel een afspraakje te regelen. Het gerucht dat Alberto op mannen valt doet al jaren de ronde, maar werd steeds ontkend. Koen Crucke gaf in 2017 zelf toe dat Alberto, net zoals Crucke zelf, homo is.[1]
- In de oude tv-seizoenen droeg Koen Crucke een echte snor. Toen hij zich later glad schoor kreeg Alberto, net als Octaaf, voortaan een namaaksnor.
- In de film Hotel op stelten heeft Alberto een scooter (een roze Sym Mio). In de speciale aflevering De Kerstwens zien we Alberto echter achter het stuur van een oude Austin Mini Countryman. Mogelijk is dit de kleine auto van Nonkel Robert waar in eerdere afleveringen soms naar werd verwezen.
- Schilder Michaël Borremans verklaarde in een Humo-interview uit 2006 dat hij zich voor zijn schilderij From Telly (2003) liet inspireren door een aflevering waarin Alberto een tutu draagt.
- In de aflevering 5 jaar kapperssalon (1996) wordt duidelijk dat Alberto het liefst pannenkoeken eet met ijs erin en overgoten met warme chocolade.
- Alberto is sinds de aflevering De verkiezingen (2001) samen met meneer De Burgemeester voorzitter van een feestcomité.
- Albert Vermeersch is gebaseerd op de homoseksuele kapper uit de film Koko Flanel[2], een rol die Crucke daar zelf in speelde.
- Dat Alberto een goede eter is, is overduidelijk en algemeen bekend, maar over het kooktalent van het personage zijn de afleveringen echter tegenstrijdig. In de afleveringen De Pennenvriendin (2000) en Bakkerij Samson (1994), faalt hij bij het maken van respectievelijk pannenkoeken en brood, terwijl hij in De hamburgerrestaurants (2000) er wel in slaagt om hamburgers klaar te maken.
- In de aflevering De ontvoering (1991) werd bekend dat Alberto een nonkel Roger heeft.
- In de aflevering Een vaas voor Claudine (1993) komt er een lid van het operagezelschap voor, Emile, die veel overeenkomsten heeft met Alberto: Zo wil hij Emilio genoemd worden en als men hem Emile noemt, volgt dezelfde soort catchphrase als Alberto: Emiliooo.
- Claudine, de sopraan van het operagezelschap waar Alberto jaren op verliefd geweest is, bleek in de aflevering Kamerplanten (1991) nog getrouwd te zijn.